# Евреи в Суринаме
Евреи в Суринаме (нидерл. Joden in Suriname) — еврейское население, проживающее на территории Суринама. По вероисповеданию — иудеи. Говорят на нидерландском, португальском, сефардском языках и идише, широко распространён английский язык. В настоящее время численность евреев в Суринаме составляет около 130 человек (2004), и живут они преимущественно в округе Парамарибо. Заброшенный еврейский город Йоденсаванна входит в предварительный Список объектов всемирного наследия ЮНЕСКО в Суринаме.

## История
Первые евреи на территории Суринама появились в первой половине XVII века, когда эта территория принадлежала Англии. Во второй половине XVII века сюда переехала часть евреев из Голландской Бразилии, после того, как эту колонию у нидерландцев захватили португальцы. В это же время здесь начали селиться мигранты-евреи из самих Нидерландов и Французской Кайенны. Во главе последних стоял торговец и землевладелец Давид Насси. Он и его потомки внесли значительный вклад в основание и развитие еврейской общины в Суринаме.

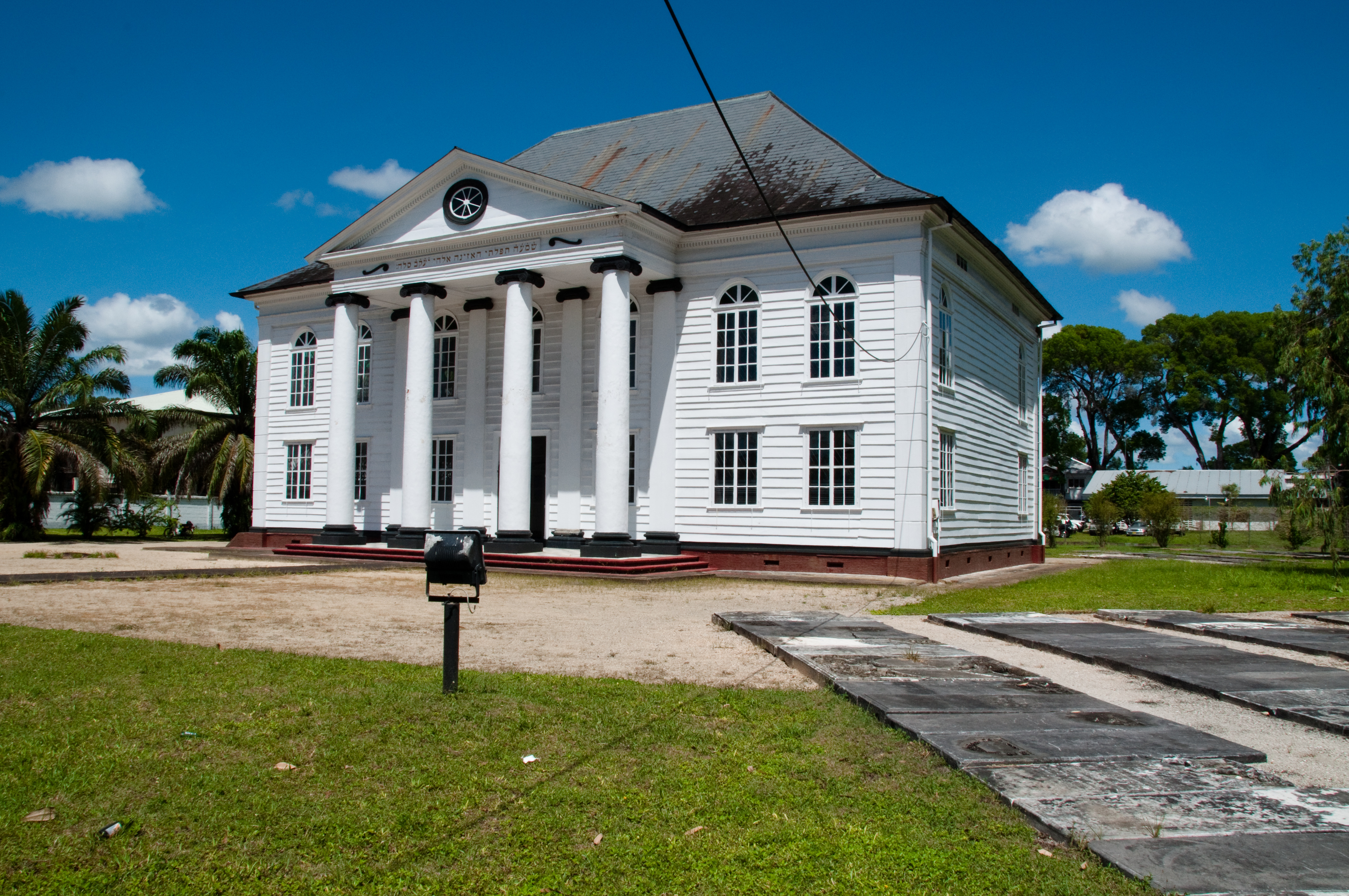
Синагога Неве-Шалом в Парамарибо. Фотография 2010 года

В августе 1665 года английская колониальная администрация даровала евреям в Суринаме привилегию, по которой они получили равные права с подданными королевства Англия. Евреи могли поступать на государственную службу, свободно исповедовать свою религию и самостоятельно решать дела общины. В начале 1667 года был издан новый указ, по которому все евреи Суринама становились подданными королевства Англия.
В феврале 1667 года Суринам у англичан захватили нидерландцы, которые сохранили все права, предоставленные евреям прежней администрацией. В 1667—1668 годах все евреи Суринама получили гражданство Республики Соединённых провинций. Часть евреев решила сохранить английское подданство и переселилась в английские колонии в регионе, прежде всего на Ямайку. В 1682 году Суринам перешел во владение Нидерландской Вест-Индийской компании, совет которой подтвердил за евреями Суринама все предоставленные им ранее права.

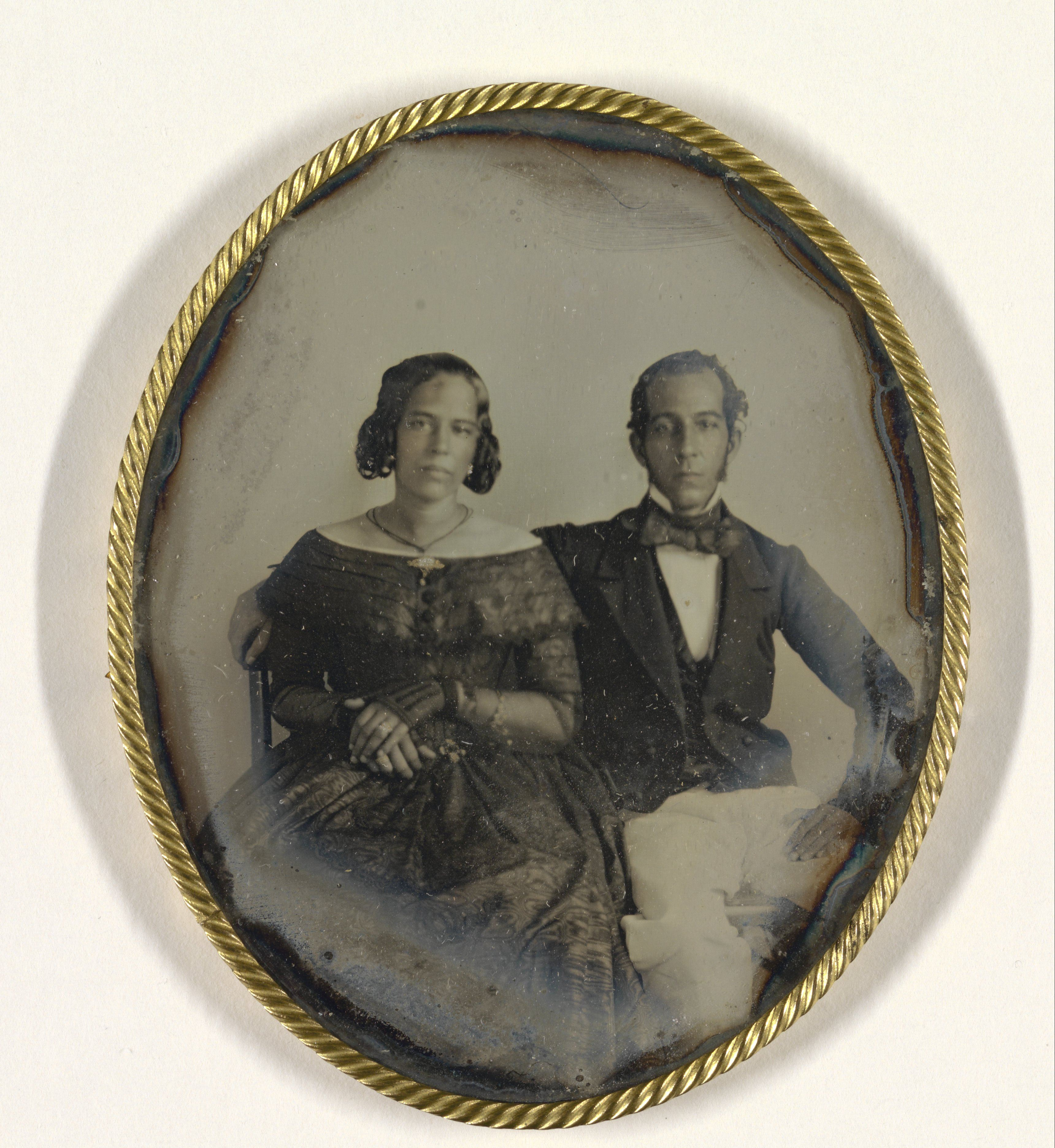
Старейшая известная фотография (дагеротипия) из Суринама — портрет супружеской пары Йоханнеса Эллиса и Марии Луизы де Харт, дочери купца-еврея и освобождённой рабыни (1846)

В XVII—XVIII веках численность местной общины евреев значительно возросла, прежде всего за счёт эмиграции из Нидерландов, Германии и Франции, и составляла почти половину населения Нидерландской Гвианы. Большинство евреев Суринама были богатыми плантаторами-рабовладельцами и торговцами. Самые крупные землевладельцы имели собственную милицию, защищавшую плантации от маронов, или беглых рабов. На собственной земле к югу от Парамарибо ими был основан город Йоденсаванна с синагогой — старейшей на территории Южной Америки и кладбищем. В это время в общине преобладали сефарды, но уже к концу XVIII века ситуация изменилась, и община разделилась на две — сефардскую и ашкеназскую, каждая из которых имела свою синагогу. Отдельная синагога была для чернокожих евреев, потомков плантаторов и рабынь.
Ещё до отмены рабства и упадка плантаций евреи покинули Йоденсаванну и переселились в Парамарибо, где продолжили заниматься торговлей. В 1785 году в Парамарибо была основана Еврейская литературная ассоциация, при которой действовал лицей. С конца первой трети XIX века евреи стали покидать Нидерландскую Гвиану. В это время община ашкеназов впервые превысила по численности общину сефардов. 
Процесс эмиграции продолжался весь XIX век. В 1923 году в колонии Суринам проживало всего 818 евреев. В 1930-х годах появился проект Сарамакка — план создания в Суринаме колоний из общин евреев, который так и не был реализован. Евреи из Европы, нашедшие убежище в Суринаме во время Второй мировой войны, покинули колонию вскоре после окончания войны. В начале 1970-х годов в Нидерландском Суринаме проживало около 500 евреев. 
После провозглашения независимости в 1975 году процесс эмиграции евреев из Суринама ускорился. Если в 1990-х годах их численность составляла 200 человек, то в 2004 году уже только 125. Из двух синагог действующей осталась только одна, стоящая на позициях либерального иудаизма.